# Эмсис, Эдуард
Эдуард Эмсис (лат. Eduards Emsis; 23 февраля 1996, Рига) — латвийский футболист, опорный полузащитник клуба «Эгнатия» и сборной Латвии.

## Биография

### Клубная карьера
Воспитанник футбольной школы клуба «Сконто». На взрослом уровне начал выступать в 2013 году в составе «Сконто-2» в первой лиге. В том же сезоне сыграл два матча за основную команду своего клуба — в Кубке и Суперкубке Латвии.
С 2014 года в течение пяти сезонов выступал в высшей лиге за клуб «Метта/ЛУ», провёл 75 матчей и забил 3 гола. Его команда в основном занимала места в конце турнирной таблицы. В 2019 году перешёл в «Елгаву», но не смог закрепиться в составе, проведя только 3 неполных матча. В составе «Елгавы» стал финалистом Кубка Латвии 2019 года, но в этом турнире ни разу не вышел на поле.
В начале 2020 года перешёл в клуб чемпионата Армении «Ной», провёл в клубе два года. Вице-чемпион Армении 2019/20 и 2020/21, обладатель Обладатель Кубка Армении 2019/20. В 2022 году играл в высшем дивизионе Финляндии за «Лахти», в январе 2023 года перешёл в клуб чемпионата Албании «Эгнатия».

### Карьера в сборной
Выступал за молодёжную сборную Латвии.
3 февраля 2018 года сыграл свой дебютный матч за национальную сборную против Южной Кореи, заменив на 65-й минуте Кристиана Торреса. Затем два с половиной года не играл за команду. С осени 2020 года стал регулярным игроком сборной. Свой первый гол забил 4 июня 2021 года на Кубке Балтии в ворота сборной Литвы.

## Достижения
- Обладатель Кубка Армении (1): 2019/20.
- Серебряный призёр чемпионата Армении: 2019/20, 2020/21